# كردكندي (تبريز)
كردكندي هي قرية في مقاطعة تبريز، إيران. عدد سكان هذه القرية هو 43 في سنة 2006.